# Cathédrale de Bâle
Pour les articles homonymes, voir Cathédrale Notre-Dame.
La cathédrale protestante Notre-Dame de Bâle (en allemand : Basler Münster) est un bâtiment médiéval reconnu comme l'emblème de la ville suisse. Elle est construite principalement en bloc de grès rose. Les blocs en grès clair correspondent à des phases antérieures de la construction.

## Situation géographique
La cathédrale gothique de Bâle se trouve à l'emplacement de l'ancien oppidum des Rauraques sur la colline du Münsterhügel qui surplombe le Rhin. L'édifice est construit sur une terrasse artificielle appelé « Pfalz » soutenue par un mur monumental. Des sondages archéologiques ont révélé que cet endroit est occupé depuis l'âge du bronze tardif.

## Chronologie
L'origine exacte de la cathédrale demeure inconnue. Les fouilles archéologiques de la nef fournissent quelques renseignement quant à la chronologie de l'édifice.
- 805-823 : cathédrale carolingienne. La cathédrale fait l'objet de modification par l'évêque Hatio.
- 917 : elle est pillée et saccagée par les Hongrois.
- 1019 : cathédrale ottonienne. Soutenu par l'empereur Henri II, Adalbéron II (de), alors évêque du diocèse de Bâle, transforme l'édifice en agrandissant la crypte, en construisant des tours de part et d'autre du chœur, et en dotant peut-être ce dernier d'un déambulatoire. Les parties claires de la tour Saint-Georges (celle de gauche flanquant le portail occidental). Consécration d'un nouvel autel.
- 1185-1230 : cathédrale romane. L'évêque Henri de Hochbourg puis l'évêque Lutold d'Aarbourg adaptent l'architecture aux nouveaux gouts romans en se basant sur le plan de la cathédrale romane. L'élévation interne de la nef et du chœur date de cette période.
- 1202 : consécration d'un autel marial dans la crypte.
- 1270-1285 : réalisation du portail occidental dans un style gothique rayonnant.
- 1347 : Henri II devient le second patron de la cathédrale, après la Vierge Marie, au moment du transfert de ses reliques et de sa femme Cunégonde depuis la cathédrale de Bamberg vers celle de Bâle.
- 18 octobre 1356 : un violent séisme ravage la ville. La cathédrale aurait été fortement endommagée. Le portail occidental n'a pas résisté aux secousses contrairement au portail Saint-Gall ouvrant sur le transept méridional, de même que les parties supérieures de la nef et du chœur. Commence alors une longue phase de reconstruction
- 1356-1500 : cathédrale gothique. L'évêque Jean Senn de Münsingen (de) (1335-1365) fait appel au maître d’œuvre Johannes von Gmünd. Son fils, Michel de Fribourg, reprend les travaux en 1359. Il abandonne le projet de reconstruire les tours qui flanquaient le chœur effondrées lors de l'incident de 1356. La cathédrale lui doit la construction des voûtes dans le déambulatoire.
- 1363 : consécration d'un nouveau maître autel.
- 1381 : érection d'un jubé, déplacé au milieu du XIXe siècle dans la partie occidentale de la nef.
- 1400-1420 : reconstruction ou réparation des voûtes de la nef.
- 1414-1429 : achèvement de la tour Saint-Georges.
- 1440 : couronnement de l'antipape Félix V sur la place de la cathédrale.
- 1488-1500 : achèvement de la tour Saint-Martin.
- 9 février 1529 : la réforme s'impose à Bâle. Les parties extérieurs de la cathédrale font l'objet d'actes iconoclastes comparables à ceux de la cathédrale la même année.
- 1751-1771 : restaurations effectuées par l'ingénieur bâlois Johann Jacob Fechter (de)[1].

## Apport des fouilles archéologiques dans la compréhension de l'édifice
La série de sondages archéologiques réalisés dans la cathédrale Notre-Dame s'étalant de 1966 à 1975 ont permis de mieux comprendre la chronologie de l'édifice. Ces opérations ont eu lieu dans une logique préventive afin d'enregistrer des données archéologiques à un moment où le diocèse installa un chauffage sous les dalles de la nef. En 1966, Andreas Theodor Beck, alors architecte en chef de l'édifice, réalisa les premières fouilles dans la crypte et dans la zone de la croisée du transept. Lors des rénovations de l'édifice de 1973 à 1975, le même architecte poursuivit son entreprise archéologique en creusant de multiples sondages au niveau de la nef et du chœur.
L'analyse stratigraphique de Hans Rudolf Sennhauser, spécialiste de l'architecture religieuse pré-romane, a mis en relief l'ancienneté du bâtiment reculant la date de fondation du bâtiment qui était alors établie à 1019. Il s'avère que la cathédrale recouvre un grand édifice en pierre construit à la fin de la période romaine qui lui-même occupait l'emplacement d'un édifice en bois antérieur datant du Ier siècle apr. J.-C. Une cathédrale pré-romane précède l'édifice actuel. Elle se trouvait en retrait par rapport au portail occidental de celui-ci. La nef était dotée d'un vaisseau unique. L'entrée était flanquée par deux tours circulaires, rappelant la configuration de l'église Saint-Pantaléon de Cologne, un des rares exemple de bâtiment carolingien encore en élévation de nos jours. La séparation entre les profanes — dans la nef — et les clercs — dans le chœur — était très nette ; elle se matérialisait par un chancel dont deux soubassements subsistent toujours. L'arrière du chœur donnait accès à une crypte aujourd'hui disparue mais dont un pan de mur subsiste ; c'est à ce jour le plus vieux vestige de la cathédrale. Cette configuration architecturale est bien antérieure aux grands travaux de la période ottonienne mené sous le règne de l'empereur Henri II. Il n'est pas encore possible de donner une date exacte quant à la pose de la première pierre de la cathédrale.
Ces recherches archéologiques confirment certaines données littéraires. Une copie d'un manuscrit carolingien conservé à l'abbaye de Reichenau nous informe que l'évêque Haito de Basala (ancien nom de Bâle), contemporain du règne de Louis le Pieux, fit reconstruire l'ancienne cathédrale naguère dans un état vétuste. Ces rénovations eurent lieu probablement dans les années 820 avant que Haito soit nommé abbé de la Reichenau en 823. L'auteur de ce manuscrit, composé de deux poèmes, demeurent inconnus. Christian Wilsdorf émet l'hypothèse d'un certain Walahfrid Strabon, alors le plus grand poète de l'île de la Reichenau.

## Architecture et mobilier
La vieille cathédrale, commencée en style roman et partiellement détruite pendant le tremblement de terre de Bâle de 1356, a été achevée dans le style gothique. Les architectes principaux qui contribuèrent à sa réalisation sont Johannes Gmünd, Ulrich d'Ensingen (qui travailla aux projets des tours des cathédrales d'Ulm et de Strasbourg) ainsi que Hans Nussdorf (de), Ruman Rémy Faesch et Paul Faesch.
Un élément de grande valeur pour l'église est sans doute la porte de Saint-Gall, située au nord, une des œuvres de sculpture romane les plus importantes en Suisse. De plus, la cathédrale se distingue pour les motifs géométriques donnés par la disposition des tuiles multicolores et pour l'asymétrie créée par les deux flèches différentes qui couronnent le bâtiment (avec ses 67 m, la tour du nord est légèrement plus haute que celle du sud).
La façade présente les sculptures de saint Georges terrassant le dragon d'une part, et saint Martin sur son cheval de l'autre. La statue de la Vierge Marie, auquel l'édifice était au départ dédié, se dresse sur le fronton principal et domine ainsi l'ensemble.
Le chœur possède quatre colonnes romanes dont les chapiteaux historiés évoquent des thèmes de l'histoire biblique, mais également ceux des mythologies grecque et germanique. L'ascension d'Alexandre est présente, ainsi que la sirène allaitante avec un bébé-sirène tenant dans la main un poisson-cochon : ces deux thèmes se retrouvent en face-à-face à la cathédrale de Fribourg-en-Brisgau à l'entrée sud du déambulatoire du chœur.
Les vitraux du chœur qui existaient à l'origine sont actuellement conservés au musée Kleines Klingental (de). Ils ont été remplacés au XIXe siècle par des œuvres de Franz Xaver Eggert (de) pour la partie haute et de Johann Caspar Gsell pour le déambulatoire. 
Des bas-reliefs de style roman, comme le bas-relief au maître d'œuvre, ou celui de saint Vincent, offrent de remarquables exemples de sculpture sur des sujets assez rares. En effet, pour le premier, il s'agit de la représentation d'un maître d'œuvre et d'un maître de chantier vers 1200, sujet profane très rare dans une église, tandis que la représentation du bas-relief de la vie de saint Vincent est l'une des premières connues de ce saint.
La chaire (1486) en grès, de style gothique flamboyant, dont la volée de marches contourne l'un des piliers de la nef principale a été réalisée par Hans von Nussdorf. Elle est richement et finement sculptée de motifs et d'entrelacs. 
Des couronnes de lumières (1920/1923) de style historiciste ont été suspendues sous les voûtes lors de l'électrification de l'édifice.
La crypte comporte des fresques dédiées au culte marial illustrant l'Annonciation, la Nativité, la visite des Rois mages et la Fuite en Égypte. Le sarcophage d'un évêque de Bâle, probablement Rodolphe II, est conservé à l'intérieur de cette crypte. Il s'agit du plus ancien sarcophage de la cathédrale.

## Dans l'histoire

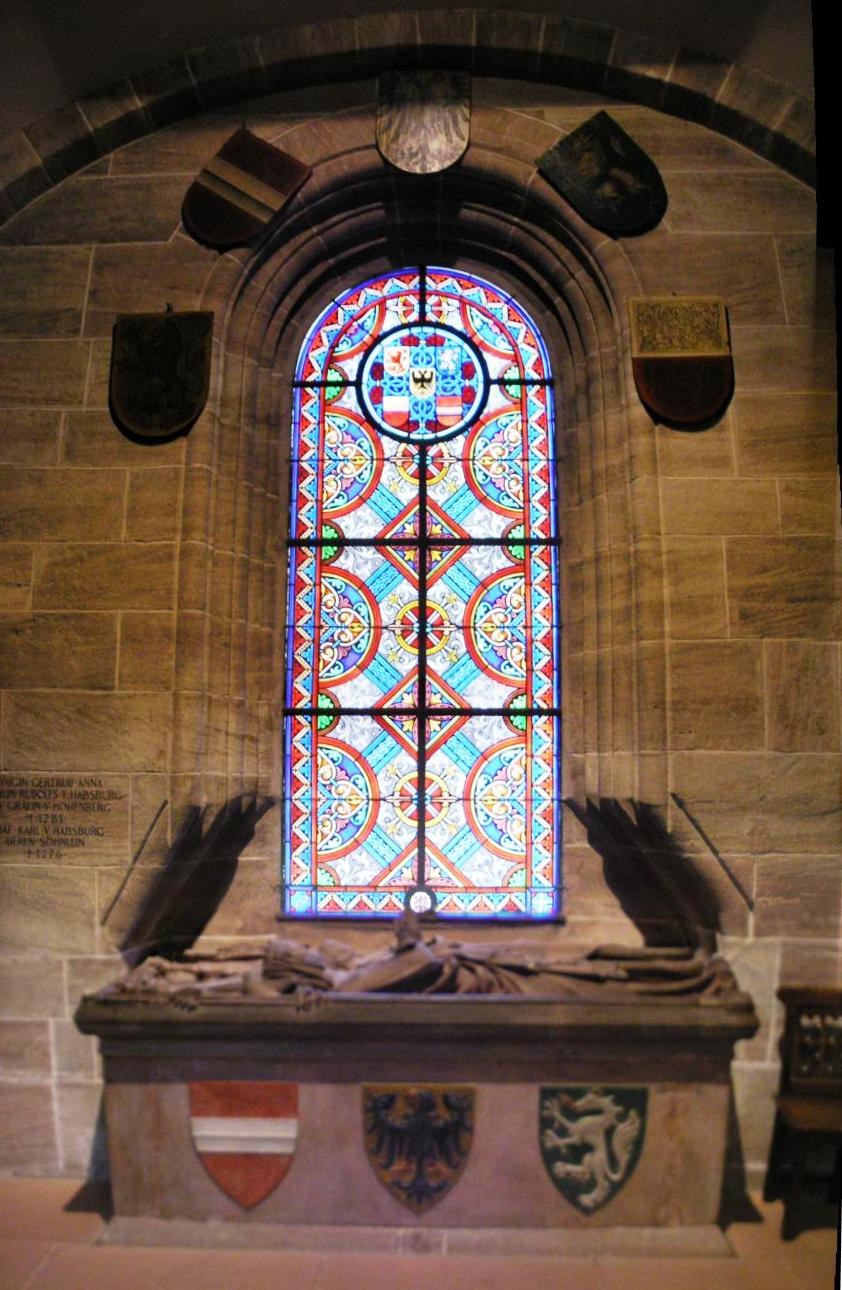
Monument funéraire mère et enfant d'Anna de Habsbourg, née Gertrude de Hohenberg et de son fils Charles.

L'église fut aussi le centre du concile de Bâle. À cette occasion, sur la place de la cathédrale, le duc de Savoie Amédée VIII fut élu comme antipape sous le nom de Félix V (24 juillet 1440).
Le tombeau de la reine Anna de Habsbourg (aussi Gertrude de Hohenberg) et de son fils Charles est le plus important monument funéraire de la cathédrale. Du point de vue de la typologie des monuments funéraires, cette œuvre de style gothique est remarquable à plus d’un titre : monument élevé pour une femme, monument double, et monument pour mère et enfant.
La reine Anna de Habsbourg, née vers 1225 comtesse Gertrude de Hohenberg, épouse vers 1253 le comte Rodolphe Ier de Habsbourg. Leur couronnement comme reine et roi des Romains a lieu à Aix-la-Chapelle le 24 octobre 1273. Anna, mère de onze enfants, meurt à Vienne en février 1281. Conformément à son souhait, son corps est ramené à Bâle, ville à laquelle elle était particulièrement attachée et où reposait l'un de ses fils, Charles (né et mort en 1276). Ce tombeau a été longtemps daté du XIVe siècle pour des raisons stylistiques, mais la recherche récente a démontré que cette œuvre remonte indiscutablement au début des années 1280.
La cathédrale, ancien siège épiscopal, est aujourd'hui une église protestante connue pour abriter la tombe d'Érasme.

## Trésor
Une partie du trésor de la cathédrale fut vendue au XIXe siècle (1833). Quelques pièces, telles la célèbre Rose d'or ou le devant de l'autel majeur, se trouvent au musée de Cluny à Paris. L'autre partie est conservée de nos jours à Bâle au musée d'art et d'histoire : citons entre autres l'extraordinaire buste reliquaire en or de Sainte Ursule.

## Galerie

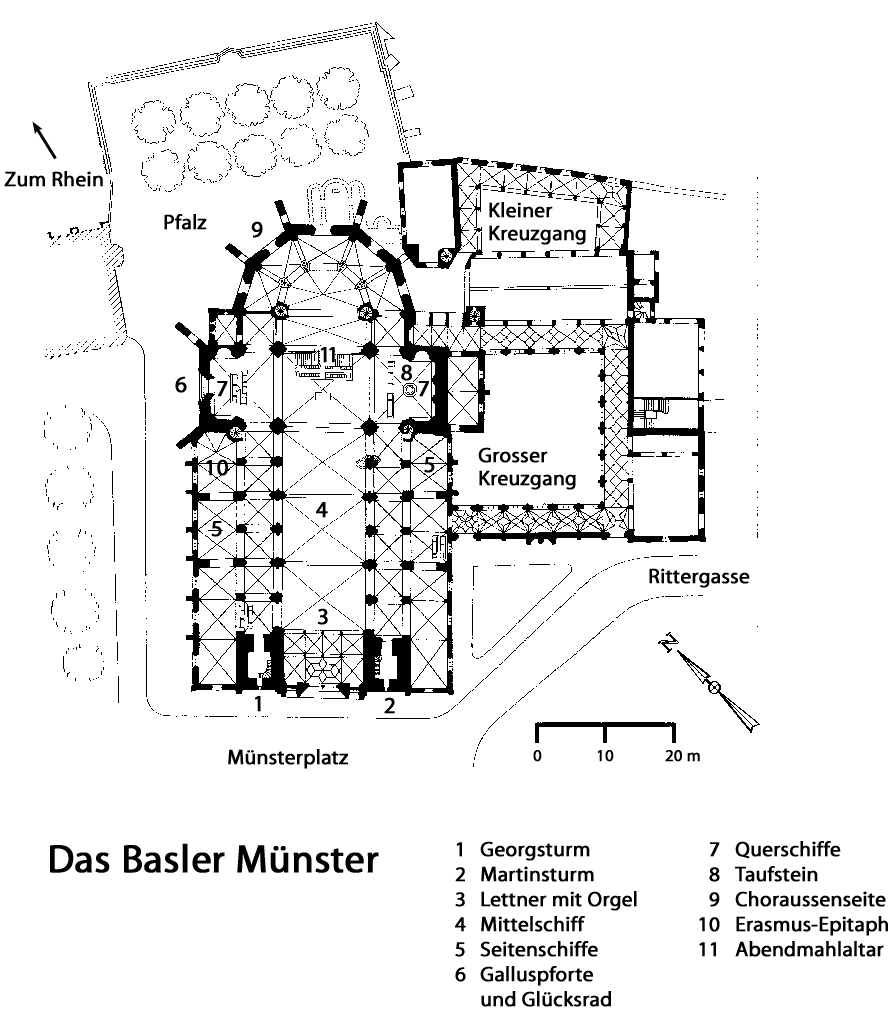
Plan de la cathédrale avec les deux cloîtres situés à l'est.
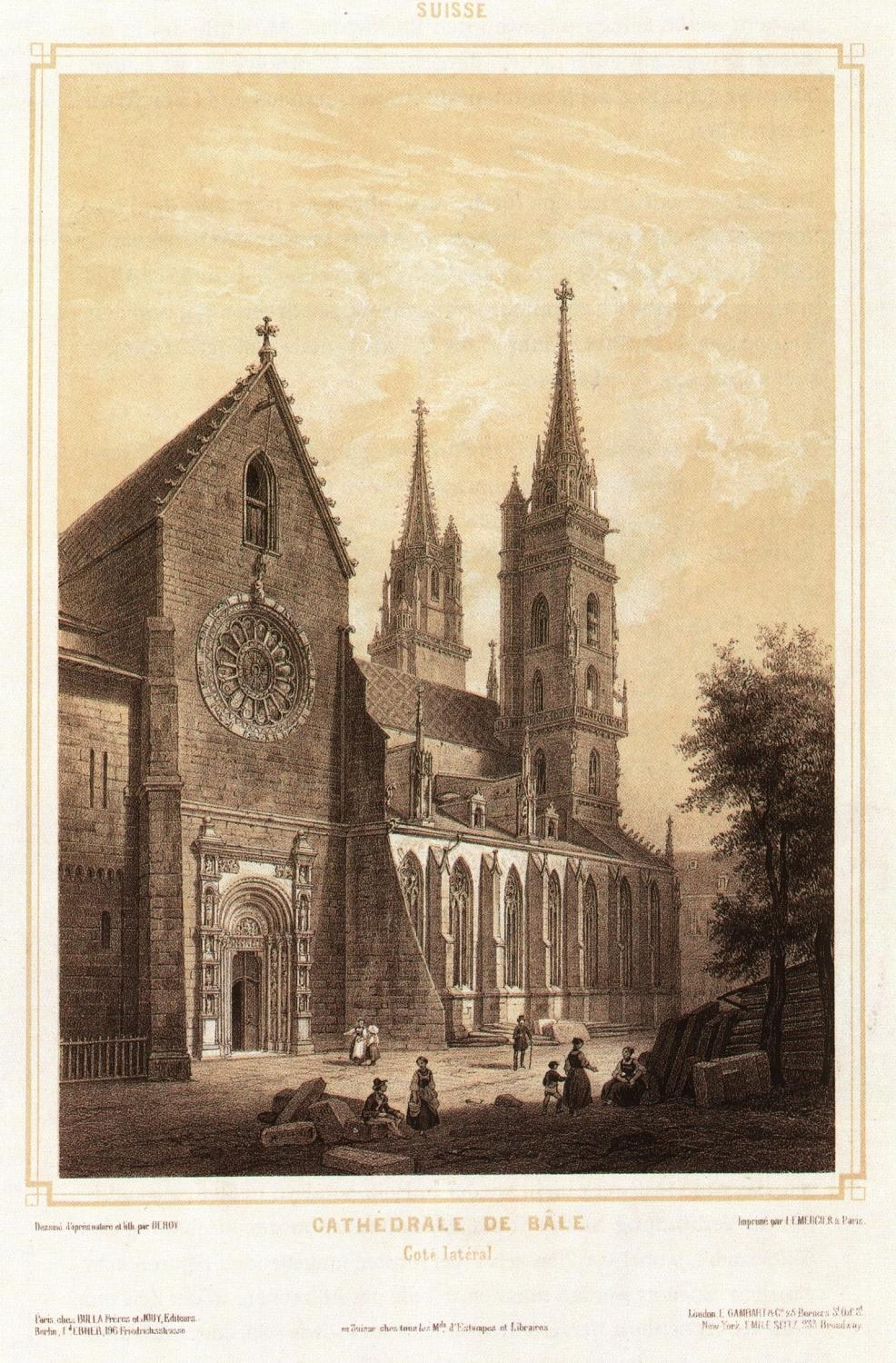
Lithographie du Münster bâlois avec la porte de St.-Gall devant le transept nord.
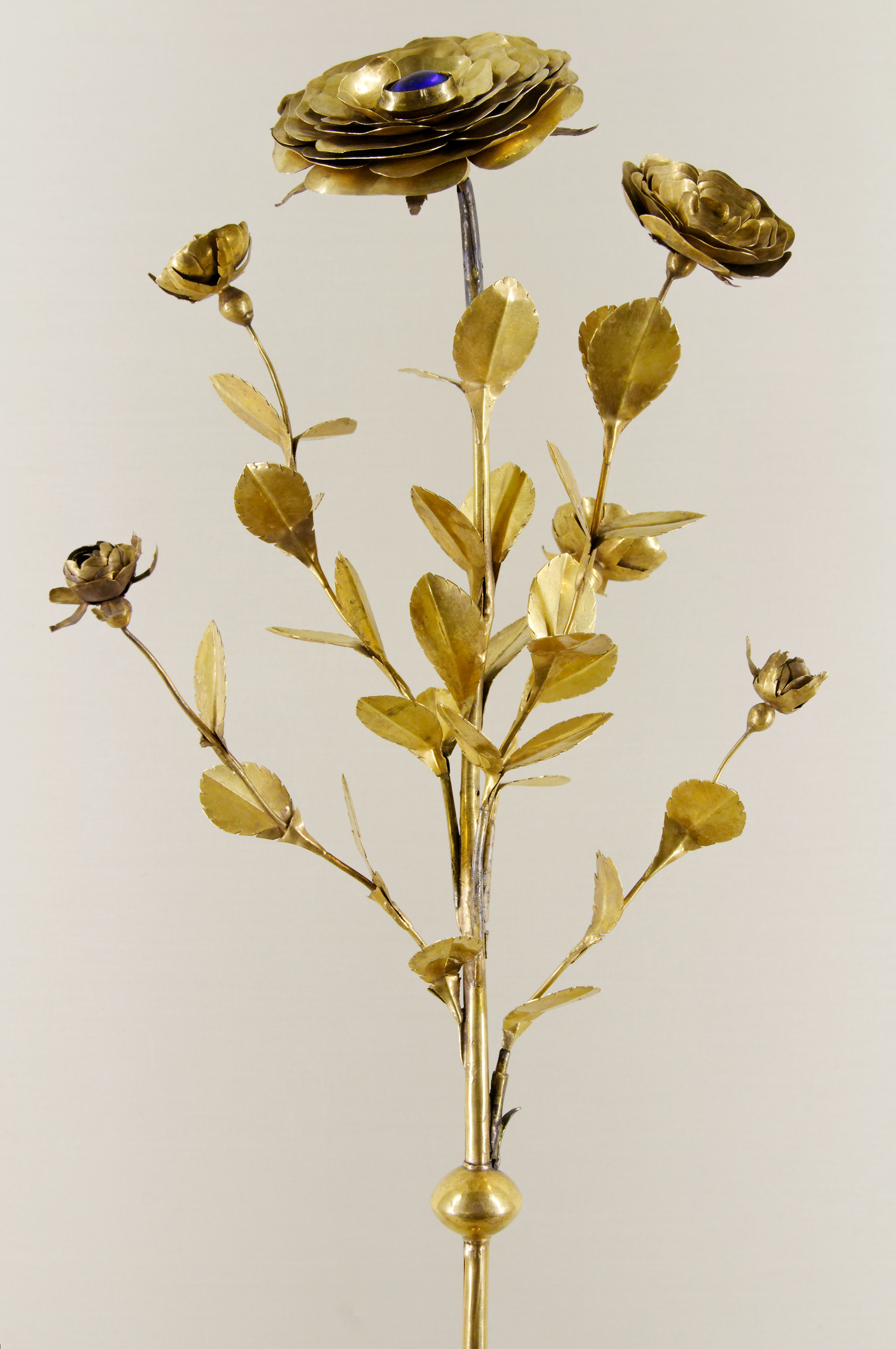
Rose d'or du trésor de la cathédrale Notre-Dame de Bâle.
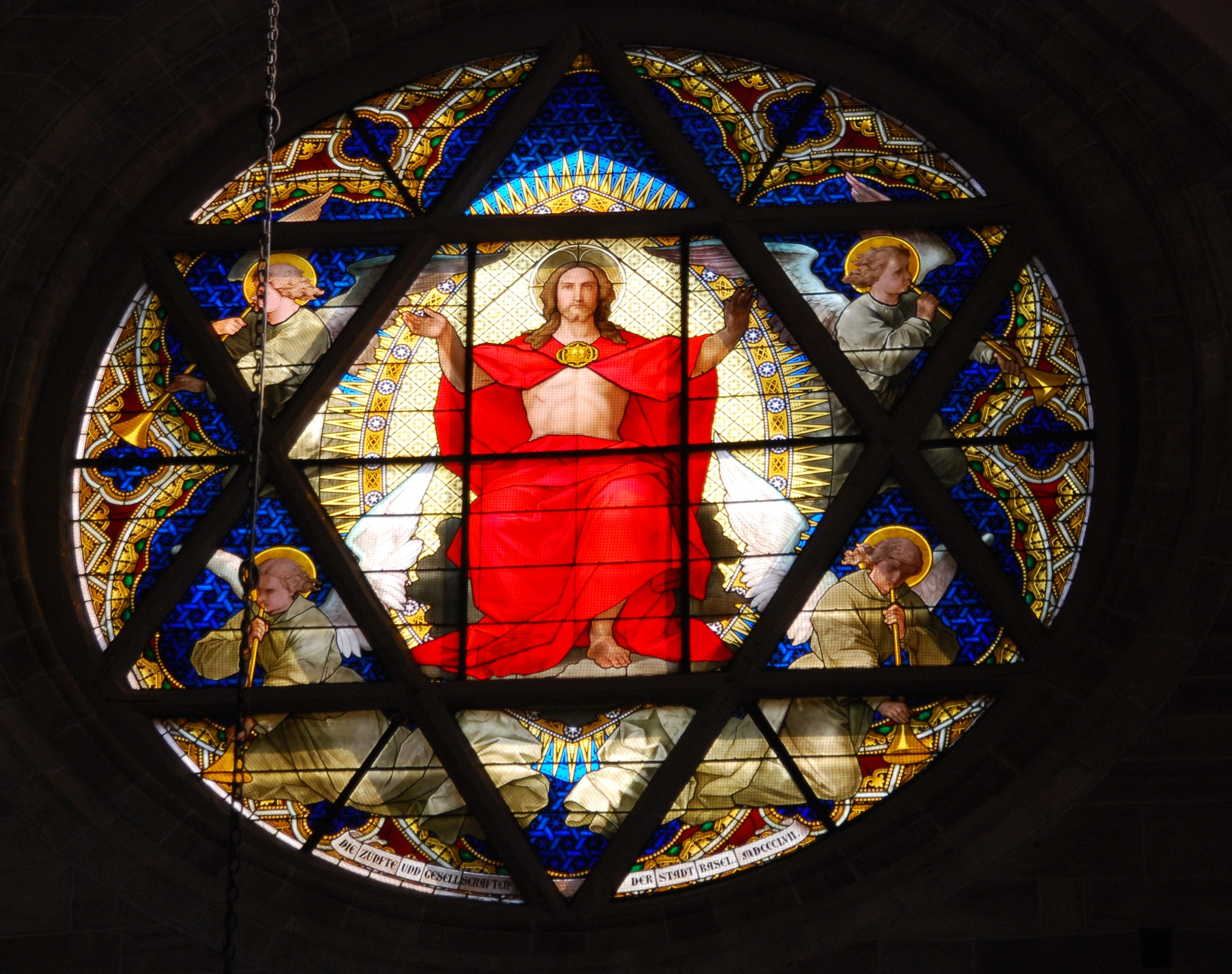
Vitrail de 1857 avec le Christ.
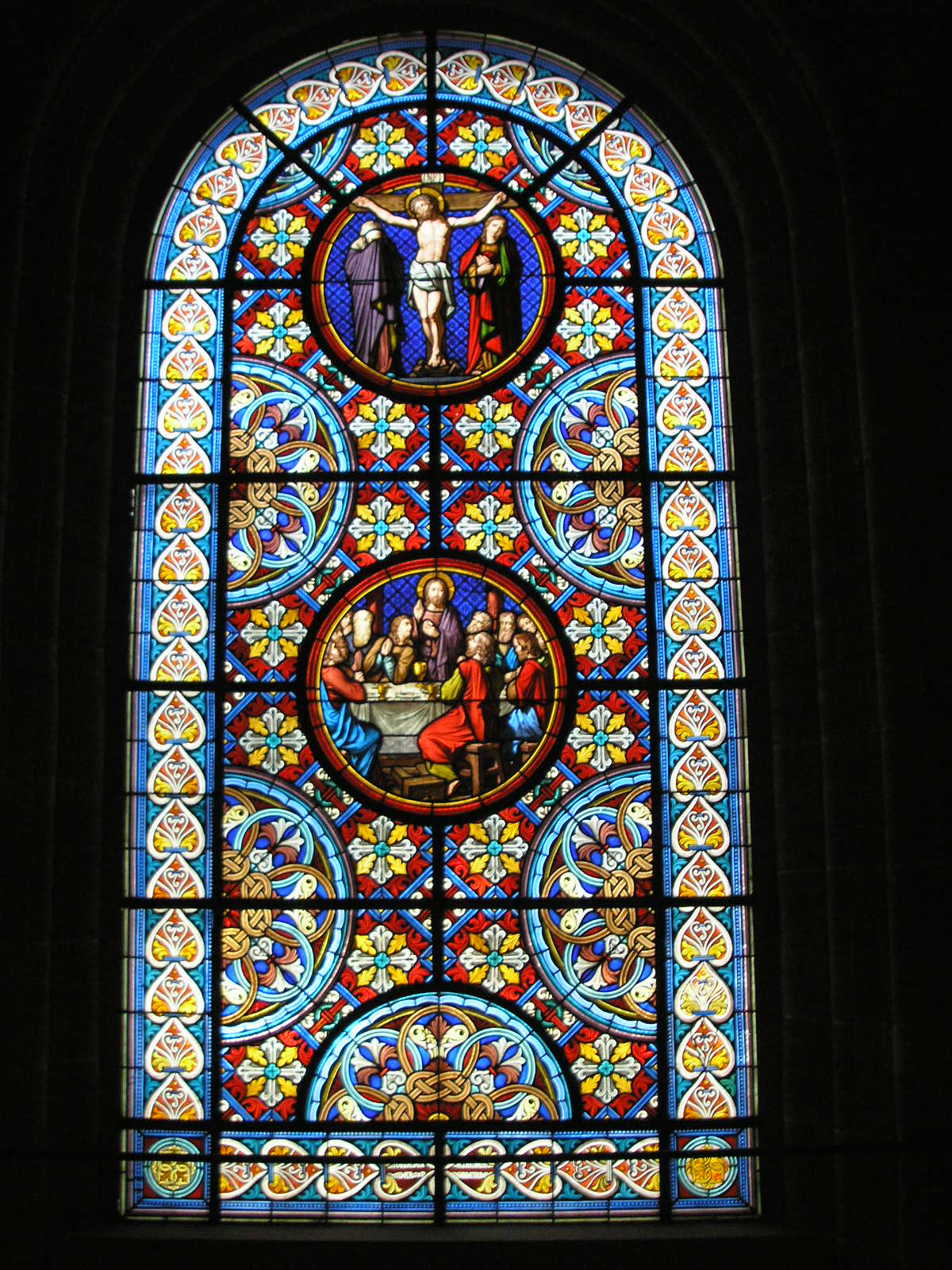
Vitrail avec la Crucifixion et la Cène.
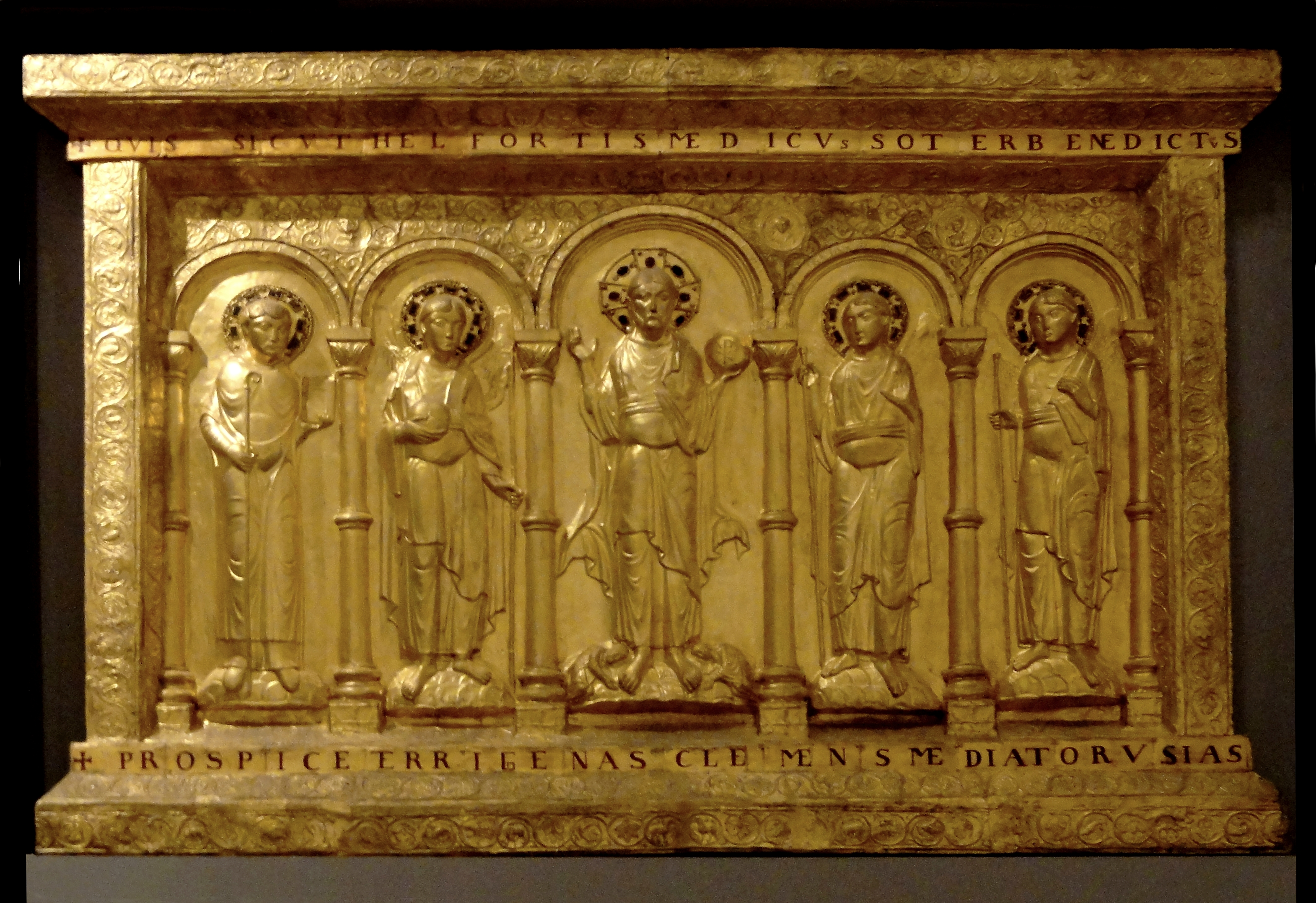
L'Antependium (devant d'autel), aujourd'hui au musée de Cluny.